# Mariagrot bij Cran Poulet

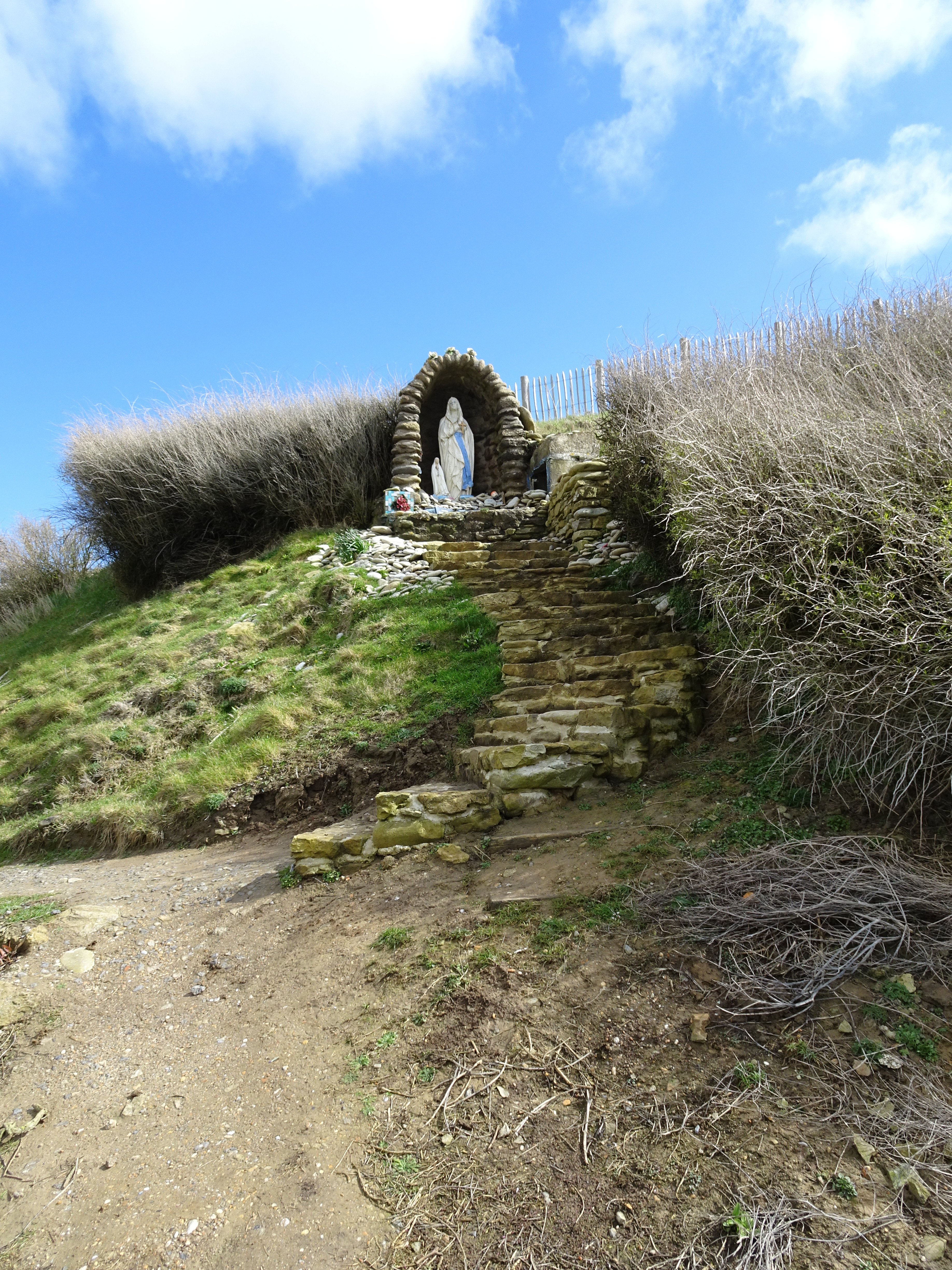
De Mariagrot in 2019

Cran Poulet is een insnijding in de klifkust nabij het tot het departement Pas-de-Calais behorende dorp Audinghen, gelegen ten zuiden van Cap Gris-Nez.
Door de insnijding loopt een weg naar het strand. Hier bevindt zich een Mariagrot met een bron, vernoemd naar Onze-Lieve-Vrouw van de Zee (Notre-Dame de la Mer). Het zijn vooral de vissersvrouwen uit de wijde omgeving die hiernaartoe trekken om te komen bidden en op de eerste zondag van augustus wordt er een bedevaart georganiseerd. Aan het bronwater werden miraculeuze krachten toegeschreven. Het oorspronkelijke beeld dateert van omstreeks 1870 en bevond zich in een natuurlijke grot aan de voet van het klif. Einde 1949 viel dit beeld in zee. Een reconstructie van 1950 viel ook spoedig ten offer aan de erosie door de zee.
Vervolgens werd de huidige kunstmatige grot aangelegd.